# جون إي. بروكس
جون إي. بروكس (بالإنجليزية: John E. Brooks)‏ هو كاهن كاثوليكي أمريكي، ولد في 13 يوليو 1923 في دورشستر ‏ في الولايات المتحدة، وتوفي في 2 يوليو 2012 في ورسستر في الولايات المتحدة بسبب لمفوما.